# والاس جونز

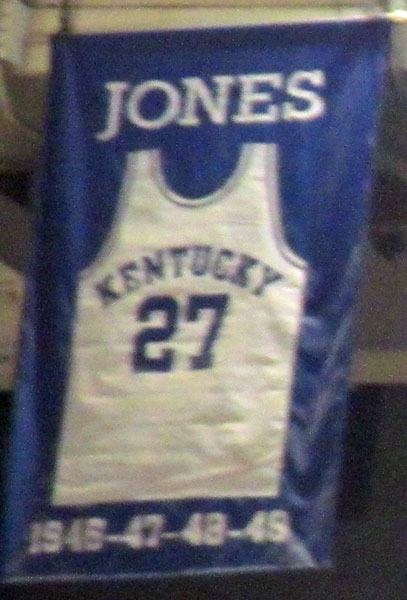
لباس یادبود افتخار والاس جونز

والاس جونز (انگلیسی: Wallace Jones؛ زاده ۱۴ ژوئیهٔ ۱۹۲۶) یک بازیکن بسکتبال اهل ایالات متحده آمریکا است.